# Romanisation de l'arabe
La  romanisation de l'arabe est possible selon plusieurs méthodes et normes de romanisation de l'écriture, dont :

## Principales méthodes de transcription de l'arabe
- le système de transcription de la Société orientale allemande (DMG) pour l'arabe (1936), sur lequel sont fondés :
  - le système de transcription de Hans Wehr (1994) ;
  - la méthode de translittération Arabica ;
  - la norme DIN 31635 (1982) ;
- la norme internationale ISO 233 (1984) 
  - la norme internationale ISO 233-2 (1993), complémentant la norme ISO 233 ;
- la norme de romanisation ALA-LC pour l'arabe (1996) ;
  - le système de transcription de l'USIC pour l'arabe (2003), forme simplifiée de l'ALA-LC ;
- le système de transcription de l'IGN pour l'arabe (1973) ;
- le système de transcription du Groupe d'experts des Nations unies pour les noms géographiques (GENUNG) pour l'arabe :
  - transcription GENUNG pour l’arabe (1972) ;
  - transcription GENUNG pour l’arabe (2017) ;
- le standard de romanisation BGN/PCGN pour l'arabe (1956), reprenant :
  - le standard de romanisation BGN pour l'arabe (1946) ;
  - le standard de romanisation PCGN pour l'arabe (1956) ;
- la méthode de translittération Bikdash (en) ;
- la méthode de translittération Qalam (en) (1985) ;
- la méthode de translittération de Buckwalter (en) (1990) ;
- le paquet ArabTeX (1992) ;
- l'alphabet de tchat arabe ;

### Tableau de comparaison
Les graphismes et les codes indiqués dans le tableau ci-dessous sont ceux des lettres isolées ; ils peuvent changer lorsque les lettres sont en milieu ou en fin de mot.
| Lettre | Unicode   | Nom            | API      | IGN (francophone) | ALA-LC | Wehr  | DIN   | GENUNG 1972 | GENUNG 2017 | ISO  | -2  | SAS   | BATR   | ArabTeX | chat           |
| ------ | --------- | -------------- | -------- | ----------------- | ------ | ----- | ----- | ----------- | ----------- | ---- | --- | ----- | ------ | ------- | -------------- |
| ء      | 0621      | hamza          | ʔ        | Non transcrit     | ʼ      | ʼ     | ʾ     | ʼ           | ʼ           | ˈ ˌ  | ʾ   | ʾ     | e      | '       | 2              |
| ا      | 0627      | alif           | aː       | â/a/i/ou          | ā      | ā     | ā     | ā           | ā           | ʾ    |     | ā     | aa / A | A       | a/e/é          |
| ب      | 0628      | bāʼ            | b        | b                 | b      | b     | b     | b           | b           | b    | b   | b     | b      | b       | b              |
| ت      | 062A      | tāʼ            | t        | t                 | t      | t     | t     | t           | t           | t    | t   | t     | t      | t       | t              |
| ث      | 062B      | thāʼ           | θ        | th                | th     | ṯ     | ṯ     | th          | th          | ṯ    | ṯ   | ç     | c      | _t      | s/th           |
| ج      | 062C      | jīm            | d͡ʒ, ɡ, ʒ | j/dj              | j      | j     | ǧ     | j           | j           | ǧ    | ǧ   | ŷ     | j      | ^g      | j/g/dj         |
| ح      | 062D      | ḥāʼ            | ħ        | ḥ                 | ḥ      | ḥ     | ḥ     | ḩ           | ẖ           | ḥ    | ḥ   | ḥ     | H      | .h      | 7              |
| خ      | 062E      | khāʼ           | x        | kh                | kh     | ḵ     | ḫ     | kh          | kh          | ẖ    | ẖ   | j     | K      | _h      | kh/7'/5        |
| د      | 062F      | dāl            | d        | d                 | d      | d     | d     | d           | d           | d    | d   | d     | d      | d       | d              |
| ذ      | 0630      | dhāl           | ð        | dh                | dh     | ḏ     | ḏ     | dh          | dh          | ḏ    | ḏ   | ḏ     | z'     | _d      | z/dh/th        |
| ر      | 0631      | rāʼ            | r        | r                 | r      | r     | r     | r           | r           | r    | r   | r     | r      | r       | r              |
| ز      | 0632      | zayn/zāy       | z        | z                 | z      | z     | z     | z           | z           | z    | z   | z     | z      | z       | z              |
| س      | 0633      | sīn            | s        | s/ss              | s      | s     | s     | s           | s           | s    | s   | s     | s      | s       | s              |
| ش      | 0634      | shīn           | ʃ        | ch                | sh     | š     | š     | sh          | sh          | š    | š   | š     | x      | ^s      | sh/ch          |
| ص      | 0635      | ṣād            | sˤ       | ç                 | ṣ      | ṣ     | ṣ     | ş           | s̱           | ṣ    | ṣ   | ṣ     | S      | .s      | s              |
| ض      | 0636      | ḍād            | dˤ       | ḍ                 | ḍ      | ḍ     | ḍ     | ḑ           | ḏ           | ḍ    | ḍ   | ḍ     | D      | .d      | d/dh/z         |
| ط      | 0637      | ṭāʼ            | tˤ       | ṭ                 | ṭ      | ṭ     | ṭ     | ţ           | ṯ           | ṭ    | ṭ   | ṭ     | T      | .t      | t/6            |
| ظ      | 0638      | ẓāʼ            | ðˤ, zˤ   | ẓ                 | ẓ      | ẓ     | ẓ     | z̧           | ẕ           | ẓ    | ẓ   | ẓ     | Z      | .z      | z/dh/6'        |
| ع      | 0639      | ʻayn           | ʕ        | ’                 | ʻ      | ʻ     | ʿ     | ʻ           | ʻ           | ʿ    | ʿ   | ʿ     | E      | `       | 3              |
| غ      | 063A      | ghayn          | ɣ        | gh                | gh     | ḡ     | ġ     | gh          | gh          | ġ    | ġ   | ğ     | g      | .g      | gh/3'          |
| ف      | 0641      | fāʼ            | f        | f                 | f      | f     | f     | f           | f           | f    | f   | f     | f      | f       | f              |
| ق      | 0642      | qāf            | q        | q/g/gu            | q      | q     | q     | q           | q           | q    | q   | q     | q      | q       | 2/9/g/q/qu     |
| ك      | 0643      | kāf            | k        | k                 | k      | k     | k     | k           | k           | k    | k   | k     | k      | k       | k              |
| ل      | 0644      | lām            | l        | l                 | l      | l     | l     | l           | l           | l    | l   | l     | l      | l       | l              |
| م      | 0645      | mīm            | m        | m                 | m      | m     | m     | m           | m           | m    | m   | m     | m      | m       | m              |
| ن      | 0646      | nūn            | n        | n/ne              | n      | n     | n     | n           | n           | n    | n   | n     | n      | n       | n              |
| ه      | 0647      | hāʼ            | h        | h                 | h      | h     | h     | h           | h           | h    | h   | h     | h      | h       | h              |
| و      | 0648      | wāw            | w, uː    | ou ; oû           | w; ū   | w; ū  | w; ū  | w           | w           | w; ū | w   | w; ū  | w; uu  | w; U    | w; o; ou/u/oo  |
| ي      | 064A      | yāʼ            | j, iː    | y/i/ï ; î         | y; ī   | y; ī  | y; ī  | y           | y           | y; ī | y   | y; ī  | y; ii  | y; I    | y; i/ee; ei/ai |
| آ      | 0622      | ʾalif maddah   | ʔaː      | â                 | ā, ʼā  | ā, ʼā | ʾā    | ā           | ā           | ʾâ   | ʾā  | ā     | eaa    | 'A      | 2a/aa/a        |
| ة      | 0629      | tāʾ marbūṭah   | a, at    | a ; -et           | h ; t  | — ; t | h ; t | h ; t       | h ; t       | ẗ    | ẗ   | — ; t | t'     | T       | a/e(h) ; et/at |
| ى      | 0649      | ʾalif maqṣūrah | aː       | a                 | á      | ā     | ā     | y           | y           | ỳ    | á   | à     | aaa    | _A      | a              |
| ال     | 0621 0644 | ʾalif lām      | (var.)   | el                | al-    | al-   | al-   | al-         | al-         | ʾal  | al- | al-   | Al-    | al-     | el/al/l        |
| Lettre | Unicode   | Nom            | API      | IGN               | ALA-LC | Wehr  | DIN   | GENUNG 1972 | GENUNG 2017 | ISO  | -2  | SAS   | BATR   | ArabTeX | chat           |